# Lanvaudan
Lanvaudan (in bretone: Lanvodan) è un comune francese di 736 abitanti situato nel dipartimento del Morbihan nella regione della Bretagna.

## Società

### Evoluzione demografica
Abitanti censiti